# Zona Roja (Buenos Aires)

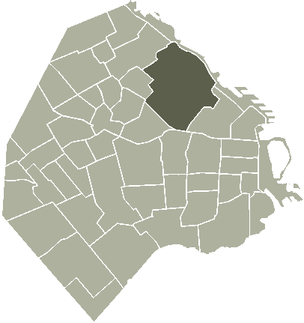
Plano de situación del barrio de Palermo.

La Zona Roja es la denominación informal para referirse a una zona dentro del barrio de Palermo en la Ciudad de Buenos Aires. El nombre proviene del hecho de que en esta zona se desarrolló de forma inesperada la prostitución.
Tras muchas polémicas con el gobierno de la ciudad, la zona roja fue trasladada a los Bosques de Palermo, y posteriormente al Rosedal.
Zona Roja, también conocida como Palermo Medio, Palermo Rojo o Palermo Hot era un barrio "no oficial" ubicado en las inmediaciones de las calles Godoy Cruz y Paraguay, cerca de las ex Bodegas Giol. La zona estaba comprendida por un cuadrante entre las Avenidas Santa Fe, Juan B. Justo y las calles Godoy Cruz y Cabrera.